# ديان بابيتش
ديان بابيتش هو لاعب كرة قدم صربي في مركز الوسط، ولد في 20 أبريل 1989 في بلغراد في صربيا. لعب مع راد بيوغراد ونادي بارتيزان.

## وصلات خارجية
- ديان بابيتش على موقع قاعدة بيانات كرة القدم.إي يو (الإنجليزية)
- ديان بابيتش على موقع Soccerway.com (الإنجليزية)